# Tlatolophus

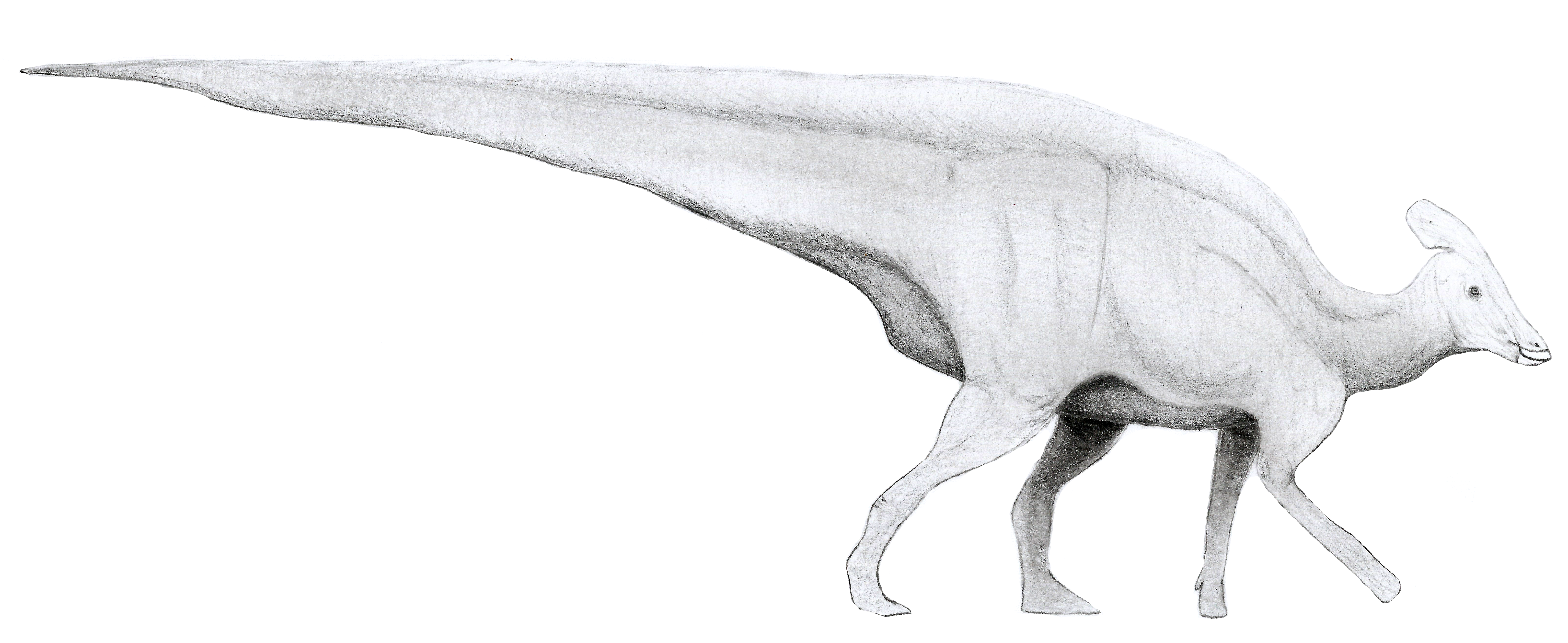
Tlatolophus

Tlatolophus galorum is een plantenetende ornitischische dinosauriër, behorende tot de Euornithopoda, die tijdens het late Krijt leefde in het gebied van het huidige Mexico.

## Vondst en naamgeving
In 2005 werd door plaatselijke bewoners een reeks van vijftig staartwervels gevonden van een euornithopode, bij Presa de San Antonio, General Cepeda in Coahuila de Zaragoza. In juni 2012 bezochten paleontologen de lokatie. Van 2 juli 2013 af werd de vindplaats verder uitgegraven door Angel Ramírez Velasco en Ricardo Servín Pichardo en toen bleek dat de staart verbonden was aan het meest complete skelet van een lambeosaurine dat ooit in Mexico was ontdekt. Onder de rest van het skelet werd ook nog de schedel aangetroffen. Het betrof daarbij een nog onbekende soort.
In 2021 werd de typesoort Tlatolophus galorum benoemd en beschreven door Ángel Alejandro Ramírez-Velasco, Felisa J. Aguilar, René Hernández-Rivera, José Luis Gudiño Maussán, Marisol Lara Rodríguez en Jesús Alvarado-Ortega. De geslachtsnaam combineert het Náhuatl tlatolli, "woord", waarvan de kommavormige glyfe in het schrift van de Azteken op het kamprofiel van de kop van het dier lijkt, met een gelatiniseerd Oudgrieks lophè, "kam". Het "tl" is een stemloze alveolaire laterale affricaat. De soortaanduiding combineert de namen van de gezinnen Garza en López, die het fossiel ontdekten en ten dele opgegraven en behouden hebben. De beschrijving uit 2021 beperkte zich tot de schedel.
Het holotype, CIC/P/147, is gevonden in een laag van de Cerro del Pueblo-formatie die dateert uit het Campanien en ongeveer tweeëntachtig miljoen jaar oud is. Het bestaat uit een gedeeltelijk skelet met schedel. Het omvat de onderkaken, delen van de wervelkolom, waaronder behalve de staart sacrale wervels, chevrons, een schouderblad, een ravenbeksbeen, een darmbeen, een stuk zitbeen, een dijbeen en de bovenkant van een scheenbeen. De schedel mist de quadrata en de jukbeenderen. Eveneens ontbreken de achterkanten van de onderkaken.

## Beschrijving

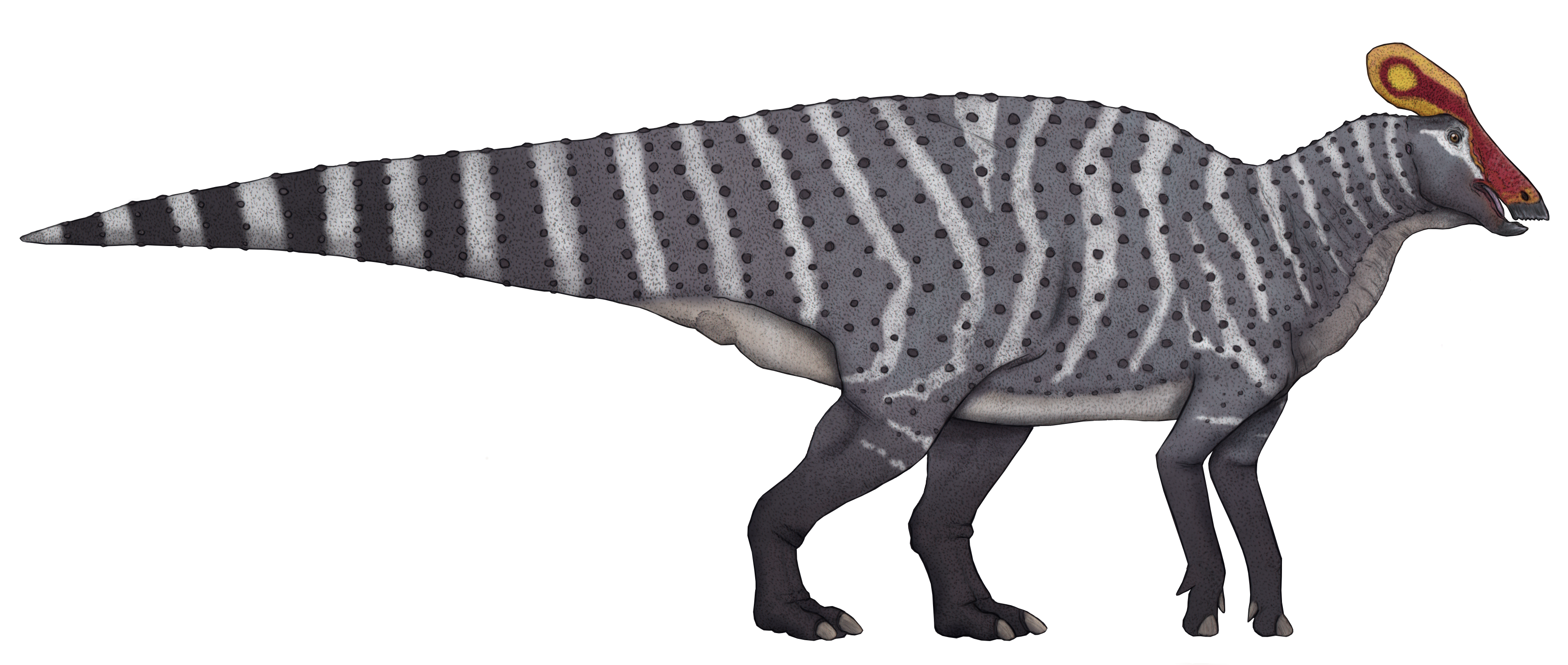
Tlatolophus was misschien fel gekleurd

Tlatolophus is tien tot twaalf meter lang.
De beschrijving stelde verschillende onderscheidende kenmerken vast. De schedel is hoog, met de lengte slechts 1,79 maal de hoogte. De praemaxilla is breed, met het breedste voorste deel van de bek 2,4 maal breder dan het smalste punt. De opgaande tak van het bovenkaaksbeen eindigt in een lage punt. De bovenste vleugel van het pterygoïde is hoog en bol. De kam op het schedeldak is hoog, spatelvormig en gelijkend op een omgekeerde komma. De achterhoofdsknobbel is onder een hoek van 56° afhangend. De kam op het supraoccipitale is plaatvormig, breed en geplaatst in een diepe uitholling op de grens met het schedeldak. Het plateau van het squamosum is matig lang, even lang als de diameter van het achterhoofdsgat. De bovenrand van het onderste slaapvenster en de bovenrand van de oogkas liggen op hetzelfde niveau. Het neusbeen is langwerpig, naar achteren verbreed en tweelobbig.
In bovenaanzicht is het profiel van de snuit driehoekig met een zeer smal middengedeelte en een zeer brede voorkant. Het bovenprofiel van de schedel is recht maar vertoont een lichte knik naar beneden toe, boven de oogkas. Daar begint de schedelkam naar beneden toe te verbreden. In een ronde, overdwars tamelijk platte, structuur overhangt die dan het achterhoofd. Intern heeft de kam een complex systeem van luchtwegen.

## Fylogenie
Tlatolophus werd in 2021 binnen de Hadrosauridae in de Parasaurolophini geplaatst, als zustertaxon van een klade bestaande uit Blasisaurus en Charonosaurus. De spatelvormige kam is dan een symplesiomorfie, gedeeld oorspronkelijk kenmerk, van de Lambeosaurinae.
Het volgende kladogram toont de positie van Tlatolophus in de evolutionaire stamboom volgens het beschrijvende artikel in 2021.
|  | Tlatolophus galorum                                                               |
|  |                                                                                   |
|  | \| \| Blasisaurus canudoi \| \| \| \| \| \| Charonosaurus jiayinensis \| \| \| \| |
|  |                                                                                   |
|  | Blasisaurus canudoi                                                               |
|  |                                                                                   |
|  | Charonosaurus jiayinensis                                                         |
|  |                                                                                   |

|  | Blasisaurus canudoi       |
|  |                           |
|  | Charonosaurus jiayinensis |
|  |                           |

|  | Parasaurolophus cyrtocristatus                                                      |
|  |                                                                                     |
|  | \| \| Parasaurolophus tubicen \| \| \| \| \| \| Parasaurolophus walkeri \| \| \| \| |
|  |                                                                                     |
|  | Parasaurolophus tubicen                                                             |
|  |                                                                                     |
|  | Parasaurolophus walkeri                                                             |
|  |                                                                                     |

|  | Parasaurolophus tubicen |
|  |                         |
|  | Parasaurolophus walkeri |
|  |                         |

|  | Tlatolophus galorum                                                               |
|  |                                                                                   |
|  | \| \| Blasisaurus canudoi \| \| \| \| \| \| Charonosaurus jiayinensis \| \| \| \| |
|  |                                                                                   |
|  | Blasisaurus canudoi                                                               |
|  |                                                                                   |
|  | Charonosaurus jiayinensis                                                         |
|  |                                                                                   |

|  | Blasisaurus canudoi       |
|  |                           |
|  | Charonosaurus jiayinensis |
|  |                           |

|  | Parasaurolophus cyrtocristatus                                                      |
|  |                                                                                     |
|  | \| \| Parasaurolophus tubicen \| \| \| \| \| \| Parasaurolophus walkeri \| \| \| \| |
|  |                                                                                     |
|  | Parasaurolophus tubicen                                                             |
|  |                                                                                     |
|  | Parasaurolophus walkeri                                                             |
|  |                                                                                     |

|  | Parasaurolophus tubicen |
|  |                         |
|  | Parasaurolophus walkeri |
|  |                         |

|  | Arenysaurus ardevoli     |
|  |                          |
|  | Amurosaurus riabinini    |
|  |                          |
|  | Sahaliyania elunchunorum |
|  |                          |
|  | Velafrons coahuilensis   |
|  |                          |

|  | Corythosaurus casuarius   |
|  |                           |
|  | Corythosaurus intermedius |
|  |                           |

|  | Lambeosaurus lambei         |
|  |                             |
|  | Lambeosaurus magnicristatus |
|  |                             |

|  | Corythosaurus casuarius   |
|  |                           |
|  | Corythosaurus intermedius |
|  |                           |

|  | Lambeosaurus lambei         |
|  |                             |
|  | Lambeosaurus magnicristatus |
|  |                             |

|  | Corythosaurus casuarius   |
|  |                           |
|  | Corythosaurus intermedius |
|  |                           |

|  | Lambeosaurus lambei         |
|  |                             |
|  | Lambeosaurus magnicristatus |
|  |                             |

|  | Corythosaurus casuarius   |
|  |                           |
|  | Corythosaurus intermedius |
|  |                           |

|  | Lambeosaurus lambei         |
|  |                             |
|  | Lambeosaurus magnicristatus |
|  |                             |

|  | Corythosaurus casuarius   |
|  |                           |
|  | Corythosaurus intermedius |
|  |                           |

|  | Lambeosaurus lambei         |
|  |                             |
|  | Lambeosaurus magnicristatus |
|  |                             |

|  | Corythosaurus casuarius   |
|  |                           |
|  | Corythosaurus intermedius |
|  |                           |

|  | Lambeosaurus lambei         |
|  |                             |
|  | Lambeosaurus magnicristatus |
|  |                             |

|  | Corythosaurus casuarius   |
|  |                           |
|  | Corythosaurus intermedius |
|  |                           |

|  | Lambeosaurus lambei         |
|  |                             |
|  | Lambeosaurus magnicristatus |
|  |                             |

|  | Corythosaurus casuarius   |
|  |                           |
|  | Corythosaurus intermedius |
|  |                           |

|  | Lambeosaurus lambei         |
|  |                             |
|  | Lambeosaurus magnicristatus |
|  |                             |

|  | Arenysaurus ardevoli     |
|  |                          |
|  | Amurosaurus riabinini    |
|  |                          |
|  | Sahaliyania elunchunorum |
|  |                          |
|  | Velafrons coahuilensis   |
|  |                          |

|  | Corythosaurus casuarius   |
|  |                           |
|  | Corythosaurus intermedius |
|  |                           |

|  | Lambeosaurus lambei         |
|  |                             |
|  | Lambeosaurus magnicristatus |
|  |                             |

|  | Corythosaurus casuarius   |
|  |                           |
|  | Corythosaurus intermedius |
|  |                           |

|  | Lambeosaurus lambei         |
|  |                             |
|  | Lambeosaurus magnicristatus |
|  |                             |

|  | Corythosaurus casuarius   |
|  |                           |
|  | Corythosaurus intermedius |
|  |                           |

|  | Lambeosaurus lambei         |
|  |                             |
|  | Lambeosaurus magnicristatus |
|  |                             |

|  | Corythosaurus casuarius   |
|  |                           |
|  | Corythosaurus intermedius |
|  |                           |

|  | Lambeosaurus lambei         |
|  |                             |
|  | Lambeosaurus magnicristatus |
|  |                             |

|  | Corythosaurus casuarius   |
|  |                           |
|  | Corythosaurus intermedius |
|  |                           |

|  | Lambeosaurus lambei         |
|  |                             |
|  | Lambeosaurus magnicristatus |
|  |                             |

|  | Corythosaurus casuarius   |
|  |                           |
|  | Corythosaurus intermedius |
|  |                           |

|  | Lambeosaurus lambei         |
|  |                             |
|  | Lambeosaurus magnicristatus |
|  |                             |

|  | Corythosaurus casuarius   |
|  |                           |
|  | Corythosaurus intermedius |
|  |                           |

|  | Lambeosaurus lambei         |
|  |                             |
|  | Lambeosaurus magnicristatus |
|  |                             |

|  | Corythosaurus casuarius   |
|  |                           |
|  | Corythosaurus intermedius |
|  |                           |

|  | Lambeosaurus lambei         |
|  |                             |
|  | Lambeosaurus magnicristatus |
|  |                             |

|  | Arenysaurus ardevoli     |
|  |                          |
|  | Amurosaurus riabinini    |
|  |                          |
|  | Sahaliyania elunchunorum |
|  |                          |
|  | Velafrons coahuilensis   |
|  |                          |

|  | Corythosaurus casuarius   |
|  |                           |
|  | Corythosaurus intermedius |
|  |                           |

|  | Lambeosaurus lambei         |
|  |                             |
|  | Lambeosaurus magnicristatus |
|  |                             |

|  | Corythosaurus casuarius   |
|  |                           |
|  | Corythosaurus intermedius |
|  |                           |

|  | Lambeosaurus lambei         |
|  |                             |
|  | Lambeosaurus magnicristatus |
|  |                             |

|  | Corythosaurus casuarius   |
|  |                           |
|  | Corythosaurus intermedius |
|  |                           |

|  | Lambeosaurus lambei         |
|  |                             |
|  | Lambeosaurus magnicristatus |
|  |                             |

|  | Corythosaurus casuarius   |
|  |                           |
|  | Corythosaurus intermedius |
|  |                           |

|  | Lambeosaurus lambei         |
|  |                             |
|  | Lambeosaurus magnicristatus |
|  |                             |

|  | Corythosaurus casuarius   |
|  |                           |
|  | Corythosaurus intermedius |
|  |                           |

|  | Lambeosaurus lambei         |
|  |                             |
|  | Lambeosaurus magnicristatus |
|  |                             |

|  | Corythosaurus casuarius   |
|  |                           |
|  | Corythosaurus intermedius |
|  |                           |

|  | Lambeosaurus lambei         |
|  |                             |
|  | Lambeosaurus magnicristatus |
|  |                             |

|  | Corythosaurus casuarius   |
|  |                           |
|  | Corythosaurus intermedius |
|  |                           |

|  | Lambeosaurus lambei         |
|  |                             |
|  | Lambeosaurus magnicristatus |
|  |                             |

|  | Corythosaurus casuarius   |
|  |                           |
|  | Corythosaurus intermedius |
|  |                           |

|  | Lambeosaurus lambei         |
|  |                             |
|  | Lambeosaurus magnicristatus |
|  |                             |

|  | Arenysaurus ardevoli     |
|  |                          |
|  | Amurosaurus riabinini    |
|  |                          |
|  | Sahaliyania elunchunorum |
|  |                          |
|  | Velafrons coahuilensis   |
|  |                          |

|  | Corythosaurus casuarius   |
|  |                           |
|  | Corythosaurus intermedius |
|  |                           |

|  | Lambeosaurus lambei         |
|  |                             |
|  | Lambeosaurus magnicristatus |
|  |                             |

|  | Corythosaurus casuarius   |
|  |                           |
|  | Corythosaurus intermedius |
|  |                           |

|  | Lambeosaurus lambei         |
|  |                             |
|  | Lambeosaurus magnicristatus |
|  |                             |

|  | Corythosaurus casuarius   |
|  |                           |
|  | Corythosaurus intermedius |
|  |                           |

|  | Lambeosaurus lambei         |
|  |                             |
|  | Lambeosaurus magnicristatus |
|  |                             |

|  | Corythosaurus casuarius   |
|  |                           |
|  | Corythosaurus intermedius |
|  |                           |

|  | Lambeosaurus lambei         |
|  |                             |
|  | Lambeosaurus magnicristatus |
|  |                             |

|  | Corythosaurus casuarius   |
|  |                           |
|  | Corythosaurus intermedius |
|  |                           |

|  | Lambeosaurus lambei         |
|  |                             |
|  | Lambeosaurus magnicristatus |
|  |                             |

|  | Corythosaurus casuarius   |
|  |                           |
|  | Corythosaurus intermedius |
|  |                           |

|  | Lambeosaurus lambei         |
|  |                             |
|  | Lambeosaurus magnicristatus |
|  |                             |

|  | Corythosaurus casuarius   |
|  |                           |
|  | Corythosaurus intermedius |
|  |                           |

|  | Lambeosaurus lambei         |
|  |                             |
|  | Lambeosaurus magnicristatus |
|  |                             |

|  | Corythosaurus casuarius   |
|  |                           |
|  | Corythosaurus intermedius |
|  |                           |

|  | Lambeosaurus lambei         |
|  |                             |
|  | Lambeosaurus magnicristatus |
|  |                             |

|  | Tlatolophus galorum                                                               |
|  |                                                                                   |
|  | \| \| Blasisaurus canudoi \| \| \| \| \| \| Charonosaurus jiayinensis \| \| \| \| |
|  |                                                                                   |
|  | Blasisaurus canudoi                                                               |
|  |                                                                                   |
|  | Charonosaurus jiayinensis                                                         |
|  |                                                                                   |

|  | Blasisaurus canudoi       |
|  |                           |
|  | Charonosaurus jiayinensis |
|  |                           |

|  | Parasaurolophus cyrtocristatus                                                      |
|  |                                                                                     |
|  | \| \| Parasaurolophus tubicen \| \| \| \| \| \| Parasaurolophus walkeri \| \| \| \| |
|  |                                                                                     |
|  | Parasaurolophus tubicen                                                             |
|  |                                                                                     |
|  | Parasaurolophus walkeri                                                             |
|  |                                                                                     |

|  | Parasaurolophus tubicen |
|  |                         |
|  | Parasaurolophus walkeri |
|  |                         |

|  | Tlatolophus galorum                                                               |
|  |                                                                                   |
|  | \| \| Blasisaurus canudoi \| \| \| \| \| \| Charonosaurus jiayinensis \| \| \| \| |
|  |                                                                                   |
|  | Blasisaurus canudoi                                                               |
|  |                                                                                   |
|  | Charonosaurus jiayinensis                                                         |
|  |                                                                                   |

|  | Blasisaurus canudoi       |
|  |                           |
|  | Charonosaurus jiayinensis |
|  |                           |

|  | Parasaurolophus cyrtocristatus                                                      |
|  |                                                                                     |
|  | \| \| Parasaurolophus tubicen \| \| \| \| \| \| Parasaurolophus walkeri \| \| \| \| |
|  |                                                                                     |
|  | Parasaurolophus tubicen                                                             |
|  |                                                                                     |
|  | Parasaurolophus walkeri                                                             |
|  |                                                                                     |

|  | Parasaurolophus tubicen |
|  |                         |
|  | Parasaurolophus walkeri |
|  |                         |

|  | Arenysaurus ardevoli     |
|  |                          |
|  | Amurosaurus riabinini    |
|  |                          |
|  | Sahaliyania elunchunorum |
|  |                          |
|  | Velafrons coahuilensis   |
|  |                          |

|  | Corythosaurus casuarius   |
|  |                           |
|  | Corythosaurus intermedius |
|  |                           |

|  | Lambeosaurus lambei         |
|  |                             |
|  | Lambeosaurus magnicristatus |
|  |                             |

|  | Corythosaurus casuarius   |
|  |                           |
|  | Corythosaurus intermedius |
|  |                           |

|  | Lambeosaurus lambei         |
|  |                             |
|  | Lambeosaurus magnicristatus |
|  |                             |

|  | Corythosaurus casuarius   |
|  |                           |
|  | Corythosaurus intermedius |
|  |                           |

|  | Lambeosaurus lambei         |
|  |                             |
|  | Lambeosaurus magnicristatus |
|  |                             |

|  | Corythosaurus casuarius   |
|  |                           |
|  | Corythosaurus intermedius |
|  |                           |

|  | Lambeosaurus lambei         |
|  |                             |
|  | Lambeosaurus magnicristatus |
|  |                             |

|  | Corythosaurus casuarius   |
|  |                           |
|  | Corythosaurus intermedius |
|  |                           |

|  | Lambeosaurus lambei         |
|  |                             |
|  | Lambeosaurus magnicristatus |
|  |                             |

|  | Corythosaurus casuarius   |
|  |                           |
|  | Corythosaurus intermedius |
|  |                           |

|  | Lambeosaurus lambei         |
|  |                             |
|  | Lambeosaurus magnicristatus |
|  |                             |

|  | Corythosaurus casuarius   |
|  |                           |
|  | Corythosaurus intermedius |
|  |                           |

|  | Lambeosaurus lambei         |
|  |                             |
|  | Lambeosaurus magnicristatus |
|  |                             |

|  | Corythosaurus casuarius   |
|  |                           |
|  | Corythosaurus intermedius |
|  |                           |

|  | Lambeosaurus lambei         |
|  |                             |
|  | Lambeosaurus magnicristatus |
|  |                             |

|  | Arenysaurus ardevoli     |
|  |                          |
|  | Amurosaurus riabinini    |
|  |                          |
|  | Sahaliyania elunchunorum |
|  |                          |
|  | Velafrons coahuilensis   |
|  |                          |

|  | Corythosaurus casuarius   |
|  |                           |
|  | Corythosaurus intermedius |
|  |                           |

|  | Lambeosaurus lambei         |
|  |                             |
|  | Lambeosaurus magnicristatus |
|  |                             |

|  | Corythosaurus casuarius   |
|  |                           |
|  | Corythosaurus intermedius |
|  |                           |

|  | Lambeosaurus lambei         |
|  |                             |
|  | Lambeosaurus magnicristatus |
|  |                             |

|  | Corythosaurus casuarius   |
|  |                           |
|  | Corythosaurus intermedius |
|  |                           |

|  | Lambeosaurus lambei         |
|  |                             |
|  | Lambeosaurus magnicristatus |
|  |                             |

|  | Corythosaurus casuarius   |
|  |                           |
|  | Corythosaurus intermedius |
|  |                           |

|  | Lambeosaurus lambei         |
|  |                             |
|  | Lambeosaurus magnicristatus |
|  |                             |

|  | Corythosaurus casuarius   |
|  |                           |
|  | Corythosaurus intermedius |
|  |                           |

|  | Lambeosaurus lambei         |
|  |                             |
|  | Lambeosaurus magnicristatus |
|  |                             |

|  | Corythosaurus casuarius   |
|  |                           |
|  | Corythosaurus intermedius |
|  |                           |

|  | Lambeosaurus lambei         |
|  |                             |
|  | Lambeosaurus magnicristatus |
|  |                             |

|  | Corythosaurus casuarius   |
|  |                           |
|  | Corythosaurus intermedius |
|  |                           |

|  | Lambeosaurus lambei         |
|  |                             |
|  | Lambeosaurus magnicristatus |
|  |                             |

|  | Corythosaurus casuarius   |
|  |                           |
|  | Corythosaurus intermedius |
|  |                           |

|  | Lambeosaurus lambei         |
|  |                             |
|  | Lambeosaurus magnicristatus |
|  |                             |

|  | Arenysaurus ardevoli     |
|  |                          |
|  | Amurosaurus riabinini    |
|  |                          |
|  | Sahaliyania elunchunorum |
|  |                          |
|  | Velafrons coahuilensis   |
|  |                          |

|  | Corythosaurus casuarius   |
|  |                           |
|  | Corythosaurus intermedius |
|  |                           |

|  | Lambeosaurus lambei         |
|  |                             |
|  | Lambeosaurus magnicristatus |
|  |                             |

|  | Corythosaurus casuarius   |
|  |                           |
|  | Corythosaurus intermedius |
|  |                           |

|  | Lambeosaurus lambei         |
|  |                             |
|  | Lambeosaurus magnicristatus |
|  |                             |

|  | Corythosaurus casuarius   |
|  |                           |
|  | Corythosaurus intermedius |
|  |                           |

|  | Lambeosaurus lambei         |
|  |                             |
|  | Lambeosaurus magnicristatus |
|  |                             |

|  | Corythosaurus casuarius   |
|  |                           |
|  | Corythosaurus intermedius |
|  |                           |

|  | Lambeosaurus lambei         |
|  |                             |
|  | Lambeosaurus magnicristatus |
|  |                             |

|  | Corythosaurus casuarius   |
|  |                           |
|  | Corythosaurus intermedius |
|  |                           |

|  | Lambeosaurus lambei         |
|  |                             |
|  | Lambeosaurus magnicristatus |
|  |                             |

|  | Corythosaurus casuarius   |
|  |                           |
|  | Corythosaurus intermedius |
|  |                           |

|  | Lambeosaurus lambei         |
|  |                             |
|  | Lambeosaurus magnicristatus |
|  |                             |

|  | Corythosaurus casuarius   |
|  |                           |
|  | Corythosaurus intermedius |
|  |                           |

|  | Lambeosaurus lambei         |
|  |                             |
|  | Lambeosaurus magnicristatus |
|  |                             |

|  | Corythosaurus casuarius   |
|  |                           |
|  | Corythosaurus intermedius |
|  |                           |

|  | Lambeosaurus lambei         |
|  |                             |
|  | Lambeosaurus magnicristatus |
|  |                             |

|  | Arenysaurus ardevoli     |
|  |                          |
|  | Amurosaurus riabinini    |
|  |                          |
|  | Sahaliyania elunchunorum |
|  |                          |
|  | Velafrons coahuilensis   |
|  |                          |

|  | Corythosaurus casuarius   |
|  |                           |
|  | Corythosaurus intermedius |
|  |                           |

|  | Lambeosaurus lambei         |
|  |                             |
|  | Lambeosaurus magnicristatus |
|  |                             |

|  | Corythosaurus casuarius   |
|  |                           |
|  | Corythosaurus intermedius |
|  |                           |

|  | Lambeosaurus lambei         |
|  |                             |
|  | Lambeosaurus magnicristatus |
|  |                             |

|  | Corythosaurus casuarius   |
|  |                           |
|  | Corythosaurus intermedius |
|  |                           |

|  | Lambeosaurus lambei         |
|  |                             |
|  | Lambeosaurus magnicristatus |
|  |                             |

|  | Corythosaurus casuarius   |
|  |                           |
|  | Corythosaurus intermedius |
|  |                           |

|  | Lambeosaurus lambei         |
|  |                             |
|  | Lambeosaurus magnicristatus |
|  |                             |

|  | Corythosaurus casuarius   |
|  |                           |
|  | Corythosaurus intermedius |
|  |                           |

|  | Lambeosaurus lambei         |
|  |                             |
|  | Lambeosaurus magnicristatus |
|  |                             |

|  | Corythosaurus casuarius   |
|  |                           |
|  | Corythosaurus intermedius |
|  |                           |

|  | Lambeosaurus lambei         |
|  |                             |
|  | Lambeosaurus magnicristatus |
|  |                             |

|  | Corythosaurus casuarius   |
|  |                           |
|  | Corythosaurus intermedius |
|  |                           |

|  | Lambeosaurus lambei         |
|  |                             |
|  | Lambeosaurus magnicristatus |
|  |                             |

|  | Corythosaurus casuarius   |
|  |                           |
|  | Corythosaurus intermedius |
|  |                           |

|  | Lambeosaurus lambei         |
|  |                             |
|  | Lambeosaurus magnicristatus |
|  |                             |